# El Camps (Sant Vicenç de Torelló)
El Camps és una masia de Sant Vicenç de Torelló (Osona) inclosa a l'Inventari del Patrimoni Arquitectònic de Catalunya.

## Descripció
Edifici civil. Masia amb la façana orientada a migdia. L'estructura de la casa és bàsicament una torre coberta a dues vessants amb el carener perpendicular a la façana. Consta de planta baixa i dos pisos. Adossat a aquest cos n'hi ha un altre de planta rectangular cobert a una vessant. Aquest cos ubica el portal forà, dovellat, i només té planta baixa i un pis. A la part dreta s'hi forma un cos de galeries sostingudes per pilars de pedra. L'edificació és envoltada per dependències agrícoles, moltes d'elles construïdes amb tàpia. Hi ha un portal que tanca la lliça i les dependències agrícoles. El mas és construït amb pedra i ha estat arrebossat recentment. L'estat de conservació és bo.

## Història
Antic mas registrat entre els dotze masos que figuren el fogatge de 1553 de la parròquia i terme de Sant Vicenç de Torelló. Aleshores habitava el mas JAUME CAMPS:
Malgrat l'antiguitat del mas, es degué reformar al segle xvii, segons indica la llinda de la torre adossada al mas, amb data de 1671 (força deteriorada).